# Distrito electoral de La Libertad
La Libertad es uno de los 27 distritos electorales representados en el Congreso de la República del Perú. La circunscripción elige actualmente a 7 congresistas. Sus límites corresponden a los del departamento de La Libertad. El sistema electoral utiliza el método D'Hondt y una representación proporcional con doble voto preferencial opcional.

## Representantes
| 9 | 2 |

| 1 | 10 |

| 8 | 1 | 2 |

| 5 | 1 | 1 |

| 1 | 5 | 1 |

| 1 | 1 | 1 | 1 | 1 | 2 |

| 2 | 1 | 4 |

| 1 | 1 | 1 | 2 | 1 | 1 |

| 1 | 1 | 2 | 1 | 1 | 1 |

## Elecciones

### Elecciones parlamentarias de 2021
| Partidos y coaliciones                                                                               | Partidos y coaliciones                    | Voto popular | Voto popular | Voto popular | Escaños | Escaños |
| Partidos y coaliciones                                                                               | Partidos y coaliciones                    | Votos        | %            | ±pp          | Total   | +/−     |
| --- | ----------------------------------------- | ------------ | ------------ | ------------ | ------- | ------- |
| | Alianza para el Progreso (APP)            | 148,147      | 20.74        | +4.38        | 2       | ±0      |
| | Fuerza Popular (FP)                       | 100,801      | 14.11        | +5.81        | 1       | ±0      |
| | Renovación Popular (RP)1                  | 75,085       | 10.51        | +9.42        | 1       | +1      |
| | Perú Libre (PL)                           | 61,024       | 8.54         | +7.04        | 1       | +1      |
| | Avanza País (AvP)                         | 56,981       | 7.98         | +6.00        | 1       | +1      |
| | Acción Popular (AP)                       | 51,193       | 7.17         | –1.31        | 1       | ±0      |
| | Podemos Perú (PP)                         | 39,265       | 5.50         | +2.05        | 0       | ±0      |
| | Somos Perú (SP)                           | 35,796       | 5.01         | –0.56        | 0       | –1      |
| | Victoria Nacional (VN)                    | 30,910       | 4.33         | Nuevo        | 0       | ±0      |
| | Juntos por el Perú (JP)                   | 29,041       | 4.07         | +0.97        | 0       | ±0      |
| | Frente Popular Agrícola del Perú (Frepap) | 27,478       | 3.85         | –4.28        | 0       | –1      |
| | Partido Morado (PM)                       | 25,831       | 3.62         | –1.48        | 0       | ±0      |
| | Unión por el Perú (UPP)                   | 6,115        | 0.86         | –3.03        | 0       | ±0      |
| | Partido Popular Cristiano (PPC)           | 5,635        | 0.79         | –1.95        | 0       | ±0      |
| | Frente Amplio (FA)                        | 5,260        | 0.74         | –9.05        | 0       | –1      |
| | Democracia Directa (DD)                   | 4,619        | 0.65         | –1.83        | 0       | ±0      |
| | Partido Nacionalista Peruano (PNP)        | 4,374        | 0.61         | n/a          | 0       | ±0      |
| | Perú Patria Segura (PPS)                  | 3,737        | 0.52         | –1.79        | 0       | ±0      |
| | Renacimiento Unido Nacional (RUNA)        | 3,083        | 0.43         | –0.40        | 0       | ±0      |
| |                                           |              |              |              |         |         |
| Total                                                                                                | Total                                     | 714,375      |              |              | 7       | ±0      |
| |                                           |              |              |              |         |         |
| Votos válidos                                                                                        | Votos válidos                             | 714,375      | 72.50        | –3.59        |         |         |
| Votos en blanco                                                                                      | Votos en blanco                           | 114,054      | 11.58        | +9.16        |         |         |
| Votos nulos                                                                                          | Votos nulos                               | 156,866      | 15.92        | –5.57        |         |         |
| Votos emitidos                                                                                       | Votos emitidos                            | 985,295      | 68.93        | –5.48        |         |         |
| Abstenciones                                                                                         | Abstenciones                              | 444,174      | 31.07        | +5.48        |         |         |
| Votantes registrados                                                                                 | Votantes registrados                      | 1,429,469    |              |              |         |         |
| |                                           |              |              |              |         |         |
| Fuente:                                                                                              |                                           |              |              |              |         |         |
| Notas al pie: 1 Comparado con los resultados de Solidaridad Nacional (SN) en las elecciones de 2020. |                                           |              |              |              |         |         |
| Notas al pie:                                                                                        |                                           |              |              |              |         |         |
| 1 Comparado con los resultados de Solidaridad Nacional (SN) en las elecciones de 2020.               |                                           |              |              |              |         |         |

### Elecciones parlamentarias de 2020
| Partidos y coaliciones | Partidos y coaliciones                    | Voto popular | Voto popular | Voto popular | Escaños | Escaños |
| Partidos y coaliciones | Partidos y coaliciones                    | Votos        | %            | ±pp          | Total   | +/−     |
| --- | ----------------------------------------- | ------------ | ------------ | ------------ | ------- | ------- |
| | Alianza para el Progreso1 (APP)           | 129,620      | 16.36        | n/a          | 2       | ±0      |
| | Partido Aprista Peruano2 (APRA)           | 88,716       | 11.20        | n/a          | 0       | –1      |
| | Frente Amplio (FA)                        | 77,613       | 9.79         | +3.69        | 1       | +1      |
| | Acción Popular (AP)                       | 67,176       | 8.48         | +3.47        | 1       | +1      |
| | Fuerza Popular (FP)                       | 65,750       | 8.30         | –29.53       | 1       | –3      |
| | Frente Popular Agrícola del Perú (Frepap) | 64,435       | 8.13         | Nuevo        | 1       | +1      |
| | Somos Perú1 (SP)                          | 44,143       | 5.57         | n/a          | 1       | +1      |
| | Partido Morado (PM)                       | 40,435       | 5.10         | Nuevo        | 0       | ±0      |
| | Unión por el Perú3 (UPP)                  | 30,783       | 3.89         | n/a          | 0       | ±0      |
| | Podemos Perú (PP)                         | 27,358       | 3.45         | Nuevo        | 0       | ±0      |
| | Juntos por el Perú (JP)                   | 24,592       | 3.10         | Nuevo        | 0       | ±0      |
| | Partido Popular Cristiano2 (PPC)          | 21,738       | 2.74         | n/a          | 0       | ±0      |
| | Democracia Directa (DD)                   | 19,636       | 2.48         | –0.38        | 0       | ±0      |
| | Perú Patria Segura (PPS)                  | 18,264       | 2.31         | Nuevo        | 0       | ±0      |
| | Avanza País (AvP)                         | 15,651       | 1.98         | Nuevo        | 0       | ±0      |
| | Vamos Perú2 (VP)                          | 11,942       | 1.51         | n/a          | 0       | ±0      |
| | Perú Libre (PL)                           | 11,906       | 1.50         | Nuevo        | 0       | ±0      |
| | Perú Nación (PN)                          | 11,448       | 1.45         | Nuevo        | 0       | ±0      |
| | Solidaridad Nacional3 (SN)                | 8,599        | 1.09         | n/a          | 0       | ±0      |
| | Renacimiento Unido Nacional (RUNA)        | 6,573        | 0.83         | Nuevo        | 0       | ±0      |
| | Contigo4 (C)                              | 6,039        | 0.76         | –7.13        | 0       | ±0      |
| |                                           |              |              |              |         |         |
| Total | Total                                     | 792,417      |              |              | 7       | ±0      |
| |                                           |              |              |              |         |         |
| Votos válidos | Votos válidos                             | 792,417      | 76.09        | +6.98        |         |         |
| Votos en blanco | Votos en blanco                           | 25,226       | 2.42         | –8.09        |         |         |
| Votos nulos | Votos nulos                               | 223,800      | 21.49        | +1.11        |         |         |
| Votos emitidos | Votos emitidos                            | 1,041,443    | 74.41        | –8.04        |         |         |
| Abstenciones | Abstenciones                              | 358,079      | 25.59        | +8.04        |         |         |
| Votantes registrados | Votantes registrados                      | 1,399,522    |              |              |         |         |
| |                                           |              |              |              |         |         |
| Fuente: |                                           |              |              |              |         |         |
| Notas al pie: 1 Dentro de la coalición Alianza para el Progreso del Perú en las elecciones de 2016. 2 Dentro de la coalición Alianza Popular en las elecciones de 2016. 3 Dentro de la coalición Alianza Solidaridad Nacional en las elecciones de 2016 (retiraron su candidatura). 4 Comparado con los resultados de su partido antecesor Peruanos por el Kambio en las elecciones de 2016. |                                           |              |              |              |         |         |
| Notas al pie: |                                           |              |              |              |         |         |
| 1 Dentro de la coalición Alianza para el Progreso del Perú en las elecciones de 2016. 2 Dentro de la coalición Alianza Popular en las elecciones de 2016. 3 Dentro de la coalición Alianza Solidaridad Nacional en las elecciones de 2016 (retiraron su candidatura). 4 Comparado con los resultados de su partido antecesor Peruanos por el Kambio en las elecciones de 2016.               |                                           |              |              |              |         |         |

### Elecciones parlamentarias de 2016
| Partidos y coaliciones | Partidos y coaliciones                         | Voto popular | Voto popular | Voto popular | Escaños | Escaños |
| Partidos y coaliciones | Partidos y coaliciones                         | Votos        | %            | ±pp          | Total   | +/−     |
| --- | ---------------------------------------------- | ------------ | ------------ | ------------ | ------- | ------- |
| | Fuerza Popular1 (FP)                           | 278,611      | 37.83        | +11.64       | 4       | +2      |
| | Alianza para el Progreso del Perú2 (APP–RN–SP) | 163,243      | 22.16        | n/a          | 2       | +1      |
| | Alianza Popular3 (APRA–PPC–VP)                 | 117,650      | 15.97        | n/a          | 1       | ±0      |
| | Peruanos por el Kambio (PPK)                   | 58,106       | 7.89         | Nuevo        | 0       | ±0      |
| | Frente Amplio (FA)                             | 44,894       | 6.10         | Nuevo        | 0       | ±0      |
| | Acción Popular4 (AP)                           | 36,884       | 5.01         | n/a          | 0       | ±0      |
| | Democracia Directa5 (DD)                       | 21,049       | 2.86         | +1.90        | 0       | ±0      |
| | Perú Posible4 (PP)                             | 6,323        | 0.86         | n/a          | 0       | –1      |
| | Frente Esperanza (FE)                          | 6,264        | 0.85         | Nuevo        | 0       | ±0      |
| | Orden (O)                                      | 3,504        | 0.48         | Nuevo        | 0       | ±0      |
| |                                                |              |              |              |         |         |
| Total | Total                                          | 736,528      |              |              | 7       | ±0      |
| |                                                |              |              |              |         |         |
| Votos válidos | Votos válidos                                  | 736,528      | 69.11        | –7.22        |         |         |
| Votos en blanco | Votos en blanco                                | 111,955      | 10.51        | +0.70        |         |         |
| Votos nulos | Votos nulos                                    | 217,230      | 20.38        | +6.52        |         |         |
| Votos emitidos | Votos emitidos                                 | 1,065,713    | 82.45        | –2.39        |         |         |
| Abstenciones | Abstenciones                                   | 226,775      | 17.55        | +2.39        |         |         |
| Votantes registrados | Votantes registrados                           | 1,292,488    |              |              |         |         |
| |                                                |              |              |              |         |         |
| Fuente: |                                                |              |              |              |         |         |
| Notas al pie: 1 Comparado con los resultados de su partido antecesor Fuerza 2011 en las elecciones de 2011. 2 Comparado con los resultados de Alianza para el Progreso , Restauración Nacional (ambos dentro de la coalición Alianza por el Gran Cambio ) y Somos Perú (dentro de la coalición Alianza Electoral Perú Posible ) en las elecciones de 2011. 3 Comparado con los resultados del Partido Aprista Peruano y el Partido Popular Cristiano en las elecciones de 2011. 4 Dentro de la coalición Alianza Electoral Perú Posible en las elecciones de 2011. 5 Comparado con los resultados de su partido antecesor Fonavistas del Perú en las elecciones de 2011. |                                                |              |              |              |         |         |
| Notas al pie: |                                                |              |              |              |         |         |
| 1 Comparado con los resultados de su partido antecesor Fuerza 2011 en las elecciones de 2011. 2 Comparado con los resultados de Alianza para el Progreso, Restauración Nacional (ambos dentro de la coalición Alianza por el Gran Cambio) y Somos Perú (dentro de la coalición Alianza Electoral Perú Posible) en las elecciones de 2011. 3 Comparado con los resultados del Partido Aprista Peruano y el Partido Popular Cristiano en las elecciones de 2011. 4 Dentro de la coalición Alianza Electoral Perú Posible en las elecciones de 2011. 5 Comparado con los resultados de su partido antecesor Fonavistas del Perú en las elecciones de 2011.                  |                                                |              |              |              |         |         |

### Elecciones parlamentarias de 2011
| Partidos y coaliciones | Partidos y coaliciones                       | Voto popular | Voto popular | Voto popular | Escaños | Escaños |
| Partidos y coaliciones | Partidos y coaliciones                       | Votos        | %            | ±pp          | Total   | +/−     |
| --- | -------------------------------------------- | ------------ | ------------ | ------------ | ------- | ------- |
| | Fuerza 20111 (F2011)                         | 189,189      | 26.19        | +18.91       | 2       | +2      |
| | Alianza por el Gran Cambio2 (APP–PPC–PHP–RN) | 134,910      | 18.67        | n/a          | 1       | +1      |
| | Gana Perú3 (PNP–PS–PCP–PSR)                  | 117,654      | 16.29        | +15.48       | 1       | +1      |
| | Perú Posible4 (PP–AP–SP)                     | 97,687       | 13.52        | +9.64        | 1       | +1      |
| | Partido Aprista Peruano (APRA)               | 87,633       | 12.13        | –33.15       | 1       | –4      |
| | Solidaridad Nacional5 (SN–UPP–C90–SU–TPP)    | 75,448       | 10.44        | n/a          | 1       | ±0      |
| | Fonavistas del Perú (FP)                     | 6,938        | 0.96         | Nuevo        | 0       | ±0      |
| | Cambio Radical (CR)                          | 6,616        | 0.92         | Nuevo        | 0       | ±0      |
| | Fuerza Social (FS)                           | 2,256        | 0.31         | Nuevo        | 0       | ±0      |
| | Adelante (Adelante)                          | 1,571        | 0.22         | Nuevo        | 0       | ±0      |
| | Despertar Nacional (DN)                      | 1,326        | 0.18         | Nuevo        | 0       | ±0      |
| | Fuerza Nacional (FN)                         | 1,212        | 0.17         | Nuevo        | 0       | ±0      |
| |                                              |              |              |              |         |         |
| Total | Total                                        | 722,440      |              |              | 7       | ±0      |
| |                                              |              |              |              |         |         |
| Votos válidos | Votos válidos                                | 722,440      | 76.33        | –0.08        |         |         |
| Votos en blanco | Votos en blanco                              | 92,895       | 9.81         | –0.06        |         |         |
| Votos nulos | Votos nulos                                  | 131,193      | 13.86        | +0.14        |         |         |
| Votos emitidos | Votos emitidos                               | 946,528      | 84.84        | –4.09        |         |         |
| Abstenciones | Abstenciones                                 | 169,120      | 15.16        | +4.09        |         |         |
| Votantes registrados | Votantes registrados                         | 1,115,648    |              |              |         |         |
| |                                              |              |              |              |         |         |
| Fuente: |                                              |              |              |              |         |         |
| Notas al pie: 1 Comparado con los resultados de la coalición Alianza por el Futuro en las elecciones de 2006. 2 Comparado con los resultados del Partido Popular Cristiano (dentro de Unidad Nacional ) en las elecciones de 2006. 3 Comparado con los resultados del Partido Socialista en las elecciones de 2006. 4 Comparado con los resultados del partido Perú Posible y la alianza Frente de Centro en las elecciones de 2006. 5 Comparado con los resultados del partido Unión por el Perú y Solidaridad Nacional (dentro de Unidad Nacional ) en las elecciones de 2006. |                                              |              |              |              |         |         |
| Notas al pie: |                                              |              |              |              |         |         |
| 1 Comparado con los resultados de la coalición Alianza por el Futuro en las elecciones de 2006. 2 Comparado con los resultados del Partido Popular Cristiano (dentro de Unidad Nacional) en las elecciones de 2006. 3 Comparado con los resultados del Partido Socialista en las elecciones de 2006. 4 Comparado con los resultados del partido Perú Posible y la alianza Frente de Centro en las elecciones de 2006. 5 Comparado con los resultados del partido Unión por el Perú y Solidaridad Nacional (dentro de Unidad Nacional) en las elecciones de 2006.                 |                                              |              |              |              |         |         |

### Elecciones parlamentarias de 2006
| Partidos y coaliciones | Partidos y coaliciones                            | Voto popular | Voto popular | Voto popular | Escaños | Escaños |
| Partidos y coaliciones | Partidos y coaliciones                            | Votos        | %            | ±pp          | Total   | +/−     |
| --- | ------------------------------------------------- | ------------ | ------------ | ------------ | ------- | ------- |
| | Partido Aprista Peruano (APRA)                    | 290,054      | 45.28        | –5.79        | 5       | ±0      |
| | Alianza para el Progreso (APP)                    | 79,908       | 12.47        | Nuevo        | 0       | ±0      |
| | Unidad Nacional (PPC–SN–RN)                       | 68,900       | 10.76        | –1.99        | 1       | ±0      |
| | Unión por el Perú (UPP)                           | 65,253       | 10.19        | +9.46        | 1       | +1      |
| | Alianza por el Futuro1 (C90–NM–SC)                | 46,636       | 7.28         | +4.27        | 0       | ±0      |
| | Restauración Nacional (RN)                        | 22,455       | 3.51         | Nuevo        | 0       | ±0      |
| | Frente de Centro2 (AP–SP–CNI)                     | 13,556       | 2.12         | –5.89        | 0       | ±0      |
| | Perú Posible (PP)                                 | 11,262       | 1.76         | –14.86       | 0       | –1      |
| | Con Fuerza Perú                                   | 5,325        | 0.83         | Nuevo        | 0       | ±0      |
| | Partido Socialista (PS)                           | 5,169        | 0.81         | Nuevo        | 0       | ±0      |
| | Fuerza Democrática (FD)                           | 4,835        | 0.76         | Nuevo        | 0       | ±0      |
| | Frente Popular Agrícola del Perú (Frepap)         | 4,720        | 0.74         | –0.42        | 0       | ±0      |
| | Renacimiento Andino (RA)                          | 4,669        | 0.73         | –0.56        | 0       | ±0      |
| | Justicia Nacional (JN)                            | 3,841        | 0.60         | Nuevo        | 0       | ±0      |
| | Perú Ahora                                        | 2,690        | 0.42         | Nuevo        | 0       | ±0      |
| | Frente Independiente Moralizador (FIM)            | 2,593        | 0.41         | –3.17        | 0       | ±0      |
| | Avanza País - Partido de Integración Social (AvP) | 2,238        | 0.35         | Nuevo        | 0       | ±0      |
| | Movimiento Nueva Izquierda (MNI)                  | 2,226        | 0.35         | Nuevo        | 0       | ±0      |
| | Concertación Descentralista (PDS–MHP)             | 2,110        | 0.33         | Nuevo        | 0       | ±0      |
| | Reconstrucción Democrática                        | 1,002        | 0.16         | Nuevo        | 0       | ±0      |
| | Proyecto País (PrP)                               | 583          | 0.09         | –0.66        | 0       | ±0      |
| | Progresemos Perú                                  | 549          | 0.09         | Nuevo        | 0       | ±0      |
| |                                                   |              |              |              |         |         |
| Total | Total                                             | 640,574      |              |              | 7       | ±0      |
| |                                                   |              |              |              |         |         |
| Votos válidos | Votos válidos                                     | 640,574      | 76.41        | –6.63        |         |         |
| Votos en blanco | Votos en blanco                                   | 82,749       | 9.87         | +1.33        |         |         |
| Votos nulos | Votos nulos                                       | 115,022      | 13.72        | +5.30        |         |         |
| Votos emitidos | Votos emitidos                                    | 838,345      | 88.93        | +9.23        |         |         |
| Abstenciones | Abstenciones                                      | 104,311      | 11.07        | –9.23        |         |         |
| Votantes registrados | Votantes registrados                              | 942,656      |              |              |         |         |
| |                                                   |              |              |              |         |         |
| Fuente: |                                                   |              |              |              |         |         |
| Notas al pie: 1 Comparado con los resultados de los partidos Cambio 90 – Nueva Mayoría y Solución Popular ( Sí Cumple ) en las elecciones de 2001. 2 Comparado con los resultados de los partidos Acción Popular y Somos Perú en las elecciones de 2001. |                                                   |              |              |              |         |         |
| Notas al pie: |                                                   |              |              |              |         |         |
| 1 Comparado con los resultados de los partidos Cambio 90–Nueva Mayoría y Solución Popular (Sí Cumple) en las elecciones de 2001. 2 Comparado con los resultados de los partidos Acción Popular y Somos Perú en las elecciones de 2001.                   |                                                   |              |              |              |         |         |

### Elecciones parlamentarias de 2001
| Partidos y coaliciones | Partidos y coaliciones                    | Voto popular | Voto popular | Voto popular | Escaños | Escaños |
| Partidos y coaliciones | Partidos y coaliciones                    | Votos        | %            | ±pp          | Total   | +/−     |
| ---------------------- | ----------------------------------------- | ------------ | ------------ | ------------ | ------- | ------- |
|                        | Partido Aprista Peruano (APRA)            | 291,738      | 51.07        | n/a          | 5       | n/a     |
|                        | Perú Posible (PP)                         | 94,924       | 16.62        | n/a          | 1       | n/a     |
|                        | Unidad Nacional (PPC–SN–RN–CR)            | 72,815       | 12.75        | n/a          | 1       | n/a     |
|                        | Somos Perú (SP)                           | 28,393       | 4.97         | n/a          | 0       | n/a     |
|                        | Frente Independiente Moralizador (FIM)    | 20,475       | 3.58         | n/a          | 0       | n/a     |
|                        | Acción Popular (AP)                       | 17,352       | 3.04         | n/a          | 0       | n/a     |
|                        | Cambio 90–Nueva Mayoría (C90–NM)          | 11,057       | 1.94         | n/a          | 0       | n/a     |
|                        | Renacimiento Andino (RA)                  | 7,394        | 1.29         | n/a          | 0       | n/a     |
|                        | Frente Popular Agrícola del Perú (Frepap) | 6,635        | 1.16         | n/a          | 0       | n/a     |
|                        | Solución Popular (SoP)                    | 6,100        | 1.07         | n/a          | 0       | n/a     |
|                        | Todos por la Victoria (TpV)               | 5,933        | 1.04         | n/a          | 0       | n/a     |
|                        | Proyecto País (PrP)                       | 4,295        | 0.75         | n/a          | 0       | n/a     |
|                        | Unión por el Perú (UPP)                   | 4,177        | 0.73         | n/a          | 0       | n/a     |
|                        |                                           |              |              |              |         |         |
| Total                  | Total                                     | 571,288      |              |              | 7       | n/a     |
|                        |                                           |              |              |              |         |         |
| Votos válidos          | Votos válidos                             | 571,288      | 83.04        | n/a          |         |         |
| Votos en blanco        | Votos en blanco                           | 58,787       | 8.54         | n/a          |         |         |
| Votos nulos            | Votos nulos                               | 57,925       | 8.42         | n/a          |         |         |
| Votos emitidos         | Votos emitidos                            | 688,000      | 79.70        | n/a          |         |         |
| Abstenciones           | Abstenciones                              | 175,245      | 20.30        | n/a          |         |         |
| Votantes registrados   | Votantes registrados                      | 863,245      |              |              |         |         |
|                        |                                           |              |              |              |         |         |
| Fuente:                |                                           |              |              |              |         |         |

### Elecciones parlamentarias de 2000
Elecciones parlamentarias en distrito electoral nacional único

### Elecciones parlamentarias de 1995
Elecciones parlamentarias en distrito electoral nacional único

### Elecciones parlamentarias de 1990
| Partidos y coaliciones | Partidos y coaliciones                                     | Voto popular | Voto popular | Voto popular | Escaños | Escaños |
| Partidos y coaliciones | Partidos y coaliciones                                     | Votos        | %            | ±pp          | Total   | +/−     |
| --- | ---------------------------------------------------------- | ------------ | ------------ | ------------ | ------- | ------- |
| | Partido Aprista Peruano (APRA)                             | 208,084      | 61.65        | –14.66       | 8       | –2      |
| | Frente Democrático1 (Movimiento Libertad–PPC–AP)           | 69,171       | 20.49        | n/a          | 2       | +2      |
| | Cambio 90 (C90)                                            | 23,233       | 6.88         | Nuevo        | 1       | +1      |
| | Izquierda Socialista (IS)                                  | 15,930       | 4.72         | Nuevo        | 0       | ±0      |
| | Izquierda Unida (IU)                                       | 15,690       | 4.65         | –6.57        | 0       | –1      |
| | Frente Popular Agrícola del Perú (Frepap)                  | 2,449        | 0.73         | Nuevo        | 0       | ±0      |
| | Frente Nacional de Trabajadores y Campesinos2 (Frenatraca) | 1,677        | 0.50         | –0.14        | 0       | ±0      |
| | Unión Cívica Independiente                                 | 656          | 0.19         | Nuevo        | 0       | ±0      |
| | Movimiento de Bases Hayistas3 (MBH)                        | 636          | 0.19         | n/a          | 0       | ±0      |
| |                                                            |              |              |              |         |         |
| Total | Total                                                      | 337,526      |              |              | 11      | ±0      |
| |                                                            |              |              |              |         |         |
| Votos válidos | Votos válidos                                              | 337,526      | 100.00       | +14.15       |         |         |
| Votos en blanco | Votos en blanco                                            | 0            | 0.00         | –6.39        |         |         |
| Votos nulos | Votos nulos                                                | 0            | 0.00         | –7.76        |         |         |
| Votos emitidos | Votos emitidos                                             | 337,526      | n/d          | n/a          |         |         |
| Abstenciones | Abstenciones                                               | n/d          | n/d          | n/a          |         |         |
| Votantes registrados | Votantes registrados                                       | n/d          |              |              |         |         |
| |                                                            |              |              |              |         |         |
| Fuente: |                                                            |              |              |              |         |         |
| Notas al pie: 1 Comparado con los resultados del Partido Popular Cristiano (dentro de la coalición Convergencia Democrática ) y Acción Popular en las elecciones de 1985. 2 Comparado con los resultados de Izquierda Nacionalista (IN) en las elecciones de 1985. 3 Dentro de la coalición Convergencia Democrática (CODE) en las elecciones de 1980. |                                                            |              |              |              |         |         |
| Notas al pie: |                                                            |              |              |              |         |         |
| 1 Comparado con los resultados del Partido Popular Cristiano (dentro de la coalición Convergencia Democrática) y Acción Popular en las elecciones de 1985. 2 Comparado con los resultados de Izquierda Nacionalista (IN) en las elecciones de 1985. 3 Dentro de la coalición Convergencia Democrática (CODE) en las elecciones de 1980.                |                                                            |              |              |              |         |         |

### Elecciones parlamentarias de 1985
| Partidos y coaliciones | Partidos y coaliciones                                   | Voto popular | Voto popular | Voto popular | Escaños | Escaños |
| Partidos y coaliciones | Partidos y coaliciones                                   | Votos        | %            | ±pp          | Total   | +/−     |
| --- | -------------------------------------------------------- | ------------ | ------------ | ------------ | ------- | ------- |
| | Partido Aprista Peruano (APRA)                           | 279,177      | 76.31        | +8.25        | 10      | +1      |
| | Izquierda Unida1 (UNIR–UDP–PRT–UI–FOCEP–APS)             | 41,044       | 11.22        | +1.27        | 1       | +1      |
| | Convergencia Democrática2 (PPC–MBH)                      | 21,290       | 5.82         | +0.61        | 0       | ±0      |
| | Acción Popular (AP)                                      | 19,729       | 5.39         | –9.97        | 0       | –2      |
| | Izquierda Nacionalista3 (IN)                             | 2,331        | 0.64         | +0.27        | 0       | ±0      |
| | Frente Democrático de Unidad Nacional (FUN)              | 1,164        | 0.32         | Nuevo        | 0       | ±0      |
| | Partido de Avanzada Nacional (PAN)                       | 522          | 0.14         | Nuevo        | 0       | ±0      |
| | Movimiento Cívico Nacional 7 de Junio (M7J)              | 352          | 0.10         | Nuevo        | 0       | ±0      |
| | Partido Mariateguista para la Liberación Nacional (PMLN) | 252          | 0.07         | Nuevo        | 0       | ±0      |
| |                                                          |              |              |              |         |         |
| Total | Total                                                    | 365,861      |              |              | 11      | ±0      |
| |                                                          |              |              |              |         |         |
| Votos válidos | Votos válidos                                            | 365,861      | 85.85        | +3.64        |         |         |
| Votos en blanco | Votos en blanco                                          | 27,215       | 6.39         | –0.41        |         |         |
| Votos nulos | Votos nulos                                              | 33,114       | 7.76         | –3.23        |         |         |
| Votos emitidos | Votos emitidos                                           | 426,190      | 89.58        | n/a          |         |         |
| Abstenciones | Abstenciones                                             | 49,570       | 10.42        | n/a          |         |         |
| Votantes registrados | Votantes registrados                                     | 475,760      |              |              |         |         |
| |                                                          |              |              |              |         |         |
| Fuente: |                                                          |              |              |              |         |         |
| Notas al pie: 1 Comparado con los resultados de los partidos Unión de Izquierda Revolucionaria (PCP-PR–PCR–VR–FLN), Unidad Democrático Popular (UDP), Partido Revolucionario de los Trabajadores (PRT), Unidad de Izquierda (UI), el Frente Obrero Campesino Estudiantil y Popular (FOCEP) y Acción Política Socialista (APS) en las elecciones de 1980. 2 Comparado con los resultados del Partido Popular Cristiano (PPC) en las elecciones de 1980. 3 Comparado con los resultados del Frente Nacional de Trabajadores y Campesinos (Frenatraca) en las elecciones de 1980. |                                                          |              |              |              |         |         |
| Notas al pie: |                                                          |              |              |              |         |         |
| 1 Comparado con los resultados de los partidos Unión de Izquierda Revolucionaria (PCP-PR–PCR–VR–FLN), Unidad Democrático Popular (UDP), Partido Revolucionario de los Trabajadores (PRT), Unidad de Izquierda (UI), el Frente Obrero Campesino Estudiantil y Popular (FOCEP) y Acción Política Socialista (APS) en las elecciones de 1980. 2 Comparado con los resultados del Partido Popular Cristiano (PPC) en las elecciones de 1980. 3 Comparado con los resultados del Frente Nacional de Trabajadores y Campesinos (Frenatraca) en las elecciones de 1980.               |                                                          |              |              |              |         |         |

### Elecciones parlamentarias de 1980
| Partidos y coaliciones | Partidos y coaliciones                                    | Voto popular | Voto popular | Voto popular | Escaños | Escaños |
| Partidos y coaliciones | Partidos y coaliciones                                    | Votos        | %            | ±pp          | Total   | +/−     |
| ---------------------- | --------------------------------------------------------- | ------------ | ------------ | ------------ | ------- | ------- |
|                        | Partido Aprista Peruano (APRA)                            | 166,699      | 68.06        | n/a          | 9       | n/a     |
|                        | Acción Popular (AP)                                       | 37,619       | 15.36        | n/a          | 2       | n/a     |
|                        | Unión de Izquierda Revolucionaria (PCP-PR–PCR–VR–FLN)     | 13,619       | 5.56         | n/a          | 0       | n/a     |
|                        | Partido Popular Cristiano (PPC)                           | 12,769       | 5.21         | n/a          | 0       | n/a     |
|                        | Unidad Democrático Popular (UDP)                          | 5,478        | 2.24         | n/a          | 0       | n/a     |
|                        | Unidad de Izquierda (UI)                                  | 2,077        | 0.85         | n/a          | 0       | n/a     |
|                        | Partido Revolucionario de los Trabajadores (PRT)          | 2,005        | 0.82         | n/a          | 0       | n/a     |
|                        | Frente Obrero Campesino Estudiantil y Popular (FOCEP)     | 1,184        | 0.48         | n/a          | 0       | n/a     |
|                        | Frente Nacional de Trabajadores y Campesinos (Frenatraca) | 899          | 0.37         | n/a          | 0       | n/a     |
|                        | Movimiento Democrático Peruano (MDP)                      | 763          | 0.31         | n/a          | 0       | n/a     |
|                        | Unión Nacional Odriísta (UNO)                             | 661          | 0.27         | n/a          | 0       | n/a     |
|                        | Organización Política de la Revolución Peruana (OPRP)     | 634          | 0.26         | n/a          | 0       | n/a     |
|                        | Movimiento Popular de Acción e Integración Social (MPAIS) | 290          | 0.12         | n/a          | 0       | n/a     |
|                        | Partido Socialista del Perú (PSP)                         | 248          | 0.10         | n/a          | 0       | n/a     |
|                        |                                                           |              |              |              |         |         |
| Total                  | Total                                                     | 244,945      |              |              | 11      | n/a     |
|                        |                                                           |              |              |              |         |         |
| Votos válidos          | Votos válidos                                             | 244,945      | 82.21        | n/a          |         |         |
| Votos en blanco        | Votos en blanco                                           | 20,261       | 6.80         | n/a          |         |         |
| Votos nulos            | Votos nulos                                               | 32,744       | 10.99        | n/a          |         |         |
| Votos emitidos         | Votos emitidos                                            | 297,950      | n/d          | n/a          |         |         |
| Abstenciones           | Abstenciones                                              | n/d          | n/d          | n/a          |         |         |
| Votantes registrados   | Votantes registrados                                      | n/d          |              |              |         |         |
|                        |                                                           |              |              |              |         |         |
| Fuente:                |                                                           |              |              |              |         |         |